# Удачи, мисс Вайкофф
«Удачи, мисс Вайкофф» (англ. Good Luck, Miss Wyckoff, на некоторых сайтах фамилия неверно передаётся как Викофф) — американский фильм-драма 1979 г. режиссёра Марвина Чомски по сценарию Полли Платт на основе романа Уильяма Инджа 1970 г. под тем же названием.
В фильме играют Энн Хейвуд, Джон Лафайетт, Дональд Плезенс, Роберт Вон. Свою последнюю роль в этом фильме сыграла Кэролин Джонс.
Фильм выходил на видеокассетах под другими названиями: «Грех» (The Sin), «Позор» (The Shaming) и «Тайные вожделения» (Secret Yearnings).

## Сюжет
Действие происходит в 1956 г. в вымышленном городке Фридом в штате Канзас, где 35-летняя одинокая учительница латинского языка Эвелин Вайкофф разочарована в своей работе и постепенно впадает в депрессию, несмотря на то, что её любят и студенты, и коллеги. Несмотря на свою привлекательность, она всё ещё одинока. В связи с преждевременной менопаузой её терапевт, доктор Нил, рекомендует ей решить проблемы, озаботившись своей личной жизнью. Он направляет её к доктору Стайнеру, психиатру еврейского происхождения, работающему в соседнем городке Уичита. Разговоры со Стайнером помогают ей победить депрессию и понемногу она приобретает вкус к жизни. Она даже начинает флиртовать с Эдом Эклсом, водителем автобуса, который подвозит её в Уичиту. Эд тоже небезразличен к ней и предлагает ей завязать роман. Она в раздумьях, поскольку Эд женат, и ей неприятен статус любовницы. Когда она, наконец, решается ответить согласием, Эд уже навсегда покинул город, и она чувствует разочарование.
Однажды к ней подходит Рейф Коллинз, студент-афроамериканец, подрабатывающий уборщиком в той же школе по вечерам. Когда тот начинает делать неприличные намёки и расстёгивать брюки, Эвелин в панике убегает, но не хочет никому рассказывать об инциденте, надеясь, что тем всё и ограничится.
На следующий день Рейф снова пристаёт к Эвелин и насилует её прямо на рабочем столе. Чувствуя не только стыд, но и страх быть опозоренной из-за половых отношений с чернокожим в обстановке консервативного Юга, она хранит молчание по поводу событий. Рейф оказывается садистом и психопатом — он продолжает ежедневно её насиловать. В конце концов Эвелин начинает сама ждать встреч с ним со смешанным чувством страха и полового желания. Однажды двое других учеников входят в класс, где Рейф, издеваясь над Эвелин, прижимает её обнажённое тело к горячей батарее. Разражается скандал и её коллеги подвергают её остракизму. Директор Хавермайер, который сочувствует ей, вынужден её уволить, но даёт ей рекомендацию в другой город, где работает его друг. Во время разговора с ним Эвелин даже пытается выгородить Рейфа. Какое-то время Эвелин даже думает о самоубийстве, но постепенно приходит в себя и уезжает в другой город, чтобы начать новую жизнь.

## Cast
- Энн Хейвуд — Эвелин Вайкофф
- Джон Лафайетт — Рейф Коллинз, уборщик
- Дональд Плезенс — доктор Стайнер
- Роберт Вон — доктор Нил
- Эрл Холлиман — Эд Эклс, водитель
- Кэролин Джонс — Бет
- Рони Блейкли — Бетси
- Дороти Мелоун — Милдред
- Дорис Робертс — Мэри
- Дана Элкар — Хавермайер, директор школы